# Závažná Poruba
Závažná Poruba (allemand : Deutschporub, hongrois : Németporuba) est un village de Slovaquie situé dans la région de Žilina.

## Histoire
La première mention écrite du village date de 1263.

## Démographie

### Évolution de la population
| Année:               | 1994. | 2004.   | 2014.   | 2024.   |
| -------------------- | ----- | ------- | ------- | ------- |
| Nombre de personnes: | 1211  | 1228    | 1252    | 1295    |
| Différence:          |       | +1,40 % | +1,95 % | +3,43 % |

| Année:               | 2023. | 2024.   |
| -------------------- | ----- | ------- |
| Nombre de personnes: | 1290  | 1295    |
| Différence:          |       | +0,38 % |